# Coppa del Mondo di ginnastica ritmica 2022
La Coppa del Mondo di ginnastica ritmica 2022  comprende cinque eventi World Cup e tre eventi World Challenge Cup e si è svolta tra l'Europa e l'Asia.
I punti delle quattro migliori prestazioni negli eventi di World Cup ottenuti da ogni partecipante vengono raccolti e sommati. In base al totale verranno quindi premiate per ogni categoria le atlete che avranno ottenuto più punti, durante la tappa finale.

## Calendario
| Data         | Evento                  | Location    |
| ------------ | ----------------------- | ----------- |
| 18-20 marzo  | FIG World Cup           | Atene       |
| 8-10 aprile  | FIG World Cup           | Sofia       |
| 15-17 aprile | FIG World Cup           | Tashkent    |
| 22-24 aprile | FIG World Cup           | Baku        |
| 20-22 maggio | FIG World Challenge Cup | Pamplona    |
| 27-29 maggio | FIG World Challenge Cup | Portimão    |
| 3-5 giugno   | FIG World Cup           | Pesaro      |
| 26-28 agosto | FIG World Challenge Cup | Cluj Napoca |

## Vincitrici

### Concorso generale

#### Individualiste
| Competizioni        | Oro               | Argento             | Bronzo              |
| ------------------- | ----------------- | ------------------- | ------------------- |
| World Cup           |                   |                     |                     |
| Atene               | Sofia Raffaeli    | Daria Atamanov      | Michelle Segal      |
| Sofia               | Boryana Kaleyn    | Sofia Raffaeli      | Stiliana Nikolova   |
| Tashkent            | Takhmina Ikromova | Ekaterina Vedeneeva | Darja Varfolomeev   |
| Baku                | Sofia Raffaeli    | Boryana Kaleyn      | Milena Baldassarri  |
| Pesaro              | Sofia Raffaeli    | Milena Baldassarri  | Stiliana Nikolova   |
| World Challenge Cup |                   |                     |                     |
| Pamplona            | Boryana Kaleyn    | Stiliana Nikolova   | Ekaterina Vedeneeva |
| Portimão            | Adi Asya Katz     | Darja Varfolomeev   | Eva Brezalieva      |
| Cluj Napoca         | Sofia Raffaeli    | Daria Atamanov      | Stiliana Nikolova   |

#### Gara a squadre
| Competizioni        | Oro      | Argento     | Bronzo     |
| ------------------- | -------- | ----------- | ---------- |
| World Cup           |          |             |            |
| Atene               | Francia  | Grecia      | Polonia    |
| Sofia               | Bulgaria | Francia     | Grecia     |
| Tashkent            | Bulgaria | Uzbekistan  | Kazakistan |
| Baku                | Italia   | Azerbaigian | Israele    |
| Pesaro              | Italia   | Bulgaria    | Cina       |
| World Challenge Cup |          |             |            |
| Pamplona            | Italia   | Israele     | Spagna     |
| Portimão            | Israele  | Spagna      | Polonia    |
| Cluj Napoca         | Bulgaria | Israele     | Spagna     |

### Finali di specialità

#### Cerchio
| Competizioni        | Oro               | Argento             | Bronzo                 |
| ------------------- | ----------------- | ------------------- | ---------------------- |
| World Cup           |                   |                     |                        |
| Atene               | Daria Atamanov    | Sofia Raffaeli      | Melanie Dargel         |
| Sofia               | Boryana Kaleyn    | Sofia Raffaeli      | Maëlle Millet          |
| Tashkent            | Takhmina Ikromova | Ekaterina Vedeneeva | Darja Varfolomeev      |
| Baku                | Sofia Raffaeli    | Boryana Kaleyn      | Adi Asya Katz          |
| Pesaro              | Sofia Raffaeli    | Stiliana Nikolova   | Jelizaveta Polstjanaja |
| World Challenge Cup |                   |                     |                        |
| Pamplona            | Margarita Kolosov | Ekaterina Vedeneeva | Sol Martinez Fainberg  |
| Portimão            | Adi Asya Katz     | Darja Varfolomeev   | Eva Brezalieva         |
| Cluj Napoca         | Sofia Raffaeli    | Boryana Kaleyn      | Stiliana Nikolova      |

#### Palla
| Competizioni        | Oro               | Argento             | Bronzo             |
| ------------------- | ----------------- | ------------------- | ------------------ |
| World Cup           |                   |                     |                    |
| Atene               | Sofia Raffaeli    | Daria Atamanov      | Margarita Kolosov  |
| Sofia               | Boryana Kaleyn    | Sofia Raffaeli      | Milena Baldassarri |
| Tashkent            | Margarita Kolosov | Darja Varfolomeev   | Takhmina Ikromova  |
| Baku                | Boryana Kaleyn    | Milena Baldassarri  | Sofia Raffaeli     |
| Pesaro              | Sofia Raffaeli    | Ekaterina Vedeneeva | Stiliana Nikolova  |
| World Challenge Cup |                   |                     |                    |
| Pamplona            | Darja Varfolomeev | Stiliana Nikolova   | Noga Block         |
| Portimão            | Darja Varfolomeev | Adi Asya Katz       | Lili Mizuno        |
| Cluj Napoca         | Daria Atamanov    | Boryana Kaleyn      | Milena Baldassarri |

#### Clavette
| Competizioni        | Oro               | Argento                | Bronzo              |
| ------------------- | ----------------- | ---------------------- | ------------------- |
| World Cup           |                   |                        |                     |
| Atene               | Sofia Raffaeli    | Daria Atamanov         | Panagiota Lytra     |
| Sofia               | Stiliana Nikolova | Sofia Raffaeli         | Elzhana Taniyeva    |
| Tashkent            | Takhmina Ikromova | Ekaterina Vedeneeva    | Margarita Kolosov   |
| Baku                | Daria Atamanov    | Jelizaveta Polstjanaja | Sofia Raffaeli      |
| Pesaro              | Sofia Raffaeli    | Eva Brezalieva         | Stiliana Nikolova   |
| World Challenge Cup |                   |                        |                     |
| Pamplona            | Stiliana Nikolova | Adi Asya Katz          | Ekaterina Vedeneeva |
| Portimão            | Darja Varfolomeev | Adi Asya Katz          | Magdalina Minevska  |
| Cluj Napoca         | Stiliana Nikolova | Daria Atamanov         | Sofia Raffaeli      |

#### Nastro
| Competizioni        | Oro                   | Argento             | Bronzo                |
| ------------------- | --------------------- | ------------------- | --------------------- |
| World Cup           |                       |                     |                       |
| Atene               | Daria Atamanov        | Margarita Kolosov   | Eva Brezalieva        |
| Sofia               | Boryana Kaleyn        | Stiliana Nikolova   | Viktoriia Onopriienko |
| Tashkent            | Ekaterina Vedeneeva   | Darja Varfolomeev   | Takhmina Ikromova     |
| Baku                | Boryana Kaleyn        | Daria Atamanov      | Ekaterina Vedeneeva   |
| Pesaro              | Viktoriia Onopriienko | Sofia Raffaeli      | Ekaterina Vedeneeva   |
| World Challenge Cup |                       |                     |                       |
| Pamplona            | Darja Varfolomeev     | Ekaterina Vedeneeva | Teresa Gorospe        |
| Portimão            | Eva Brezalieva        | Alona Hillel        | Evita Griskenas       |
| Cluj Napoca         | Sofia Raffaeli        | Daria Atamanov      | Fanni Pigniczki       |

#### 5 cerchi
| Competizioni        | Oro         | Argento    | Bronzo      |
| ------------------- | ----------- | ---------- | ----------- |
| World Cup           |             |            |             |
| Atene               | Israele     | Polonia    | Kazakistan  |
| Sofia               | Bulgaria    | Giappone   | Francia     |
| Tashkent            | Bulgaria    | Uzbekistan | Kazakistan  |
| Baku                | Azerbaigian | Italia     | Israele     |
| Pesaro              | Italia      | Cina       | Bulgaria    |
| World Challenge Cup |             |            |             |
| Pamplona            | Italia      | Spagna     | Azerbaigian |
| Portimão            | Israele     | Spagna     | Messico     |
| Cluj Napoca         | Bulgaria    | Israele    | Spagna      |

#### 3 nastri e 2 palle
| Competizioni        | Oro        | Argento    | Bronzo      |
| ------------------- | ---------- | ---------- | ----------- |
| World Cup           |            |            |             |
| Atene               | Israele    | Grecia     | Polonia     |
| Sofia               | Grecia     | Bulgaria   | Giappone    |
| Tashkent            | Uzbekistan | Kazakistan | Bulgaria    |
| Baku                | Italia     | Giappone   | Kazakistan  |
| Pesaro              | Italia     | Bulgaria   | Brasile     |
| World Challenge Cup |            |            |             |
| Pamplona            | Italia     | Bulgaria   | Azerbaigian |
| Portimão            | Messico    | Spagna     | Polonia     |
| Cluj Napoca         | Bulgaria   | Israele    | Spagna      |